# Karosa LC 757

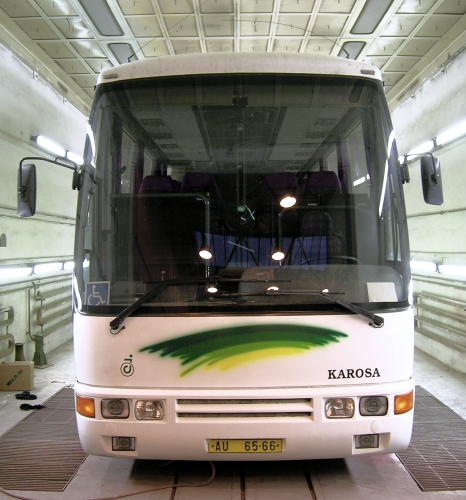
Karosa LC 757

Karosa LC 757 (HD12) — туристический автобус, производившийся в городе Високе-Мито компанией Karosa в 1992—1996 годах.

## Конструкция
Автобус Karosa LC 757 идентичен автобусу Karosa LC 737, но удлинён. Пол покрыт ламинатом. Каркас автобуса состоит из листового металла.
В отличие от других автобусов Karosa серии 700, в салоне автобуса Karosa LC 757 присутствуют кожаные сиденья для пассажиров. Под салоном присутствуют багажники объёмом 9 м3.
Вход в салон осуществляется через две двери. Возле второй двери присутствует спальное место для водителя. Дополнительно автобус оснащён системами ABS и ASR, кондиционером, туалетом, телевизором, холодильником и кофеваркой.

## Модификации
- Karosa LC757.1060[2]

## Интересные факты
- Один из автобусов Karosa LC 757 образца 1995 года произведён в соответствии с требованиями института в Праге для перевозки маломобильных граждан. В салоне присутствуют туалет, умывальник, пеленальные столики, место для приёма пищи и душевая. Для приготовления горячих напитков используется водонагреватель. Также установлен пандус для инвалидов.